# Chrysosoma consentium
Chrysosoma consentium är en tvåvingeart som beskrevs av Charles Howard Curran 1925. Chrysosoma consentium ingår i släktet Chrysosoma och familjen styltflugor.
Artens utbredningsområde är Kongo. Inga underarter finns listade i Catalogue of Life.